# 臺北市立懷生國民中學
臺北市立懷生國民中學（英語：Taipei Municipal HuaiSheng Junior High School，縮寫：HSJH），簡稱懷生國中，位於臺北市大安區的一所國民中學。

## 校史
該校是為了紀念中華民國空軍英雄陳懷生而命名為臺北市立懷生國民中學。
1969年秋開始著手學校籌備事務，在籌備初期指派錢星橋先生擔任籌備處校長,同時暫借懷生、仁愛、幸安三所國小校地，做為籌備期間行政辦公與學生上課的場所。
1970年9月新校舍落成，正式啟用後即遷回現址繼續辦學。
JHBL 國中籃球聯賽 103學年度甲級女子組冠軍  懷生國中女子籃球隊培育許多女子籃球運動員，如：彭詩晴、馬怡鴻、王鈺婷、邱敏寧
2019年11月：通過臺北市政府教育局審查，自109學年度升格為臺北市雙語實驗課程學校。
2019年12月：懷生國中成立至今已有50年歷史。

## 歷任校長
| 任別 | 姓名   | 任職時間            |
| ---- | ------ | ------------------- |
| 1    | 錢星橋 | 1969年8月~1972年7月 |
| 2    | 鄭世洵 | 1972年8月~1974年7月 |
| 3    | 劉玉春 | 1974年8月~1978年7月 |
| 4    | 孫 超  | 1978年8月~1986年7月 |
| 5    | 張良彬 | 1986年8月~1991年7月 |
| 6    | 李仁德 | 1991年8月~1995年7月 |
| 7    | 陳維潔 | 1995年8月~2001年7月 |
| 8    | 黃景生 | 2001年8月~2007年7月 |
| 9    | 梁振道 | 2007年8月~2011年7月 |
| 10   | 許順興 | 2011年8月~2018年7月 |
| 11   | 陳政翊 | 2018年8月~迄今      |

## 校景

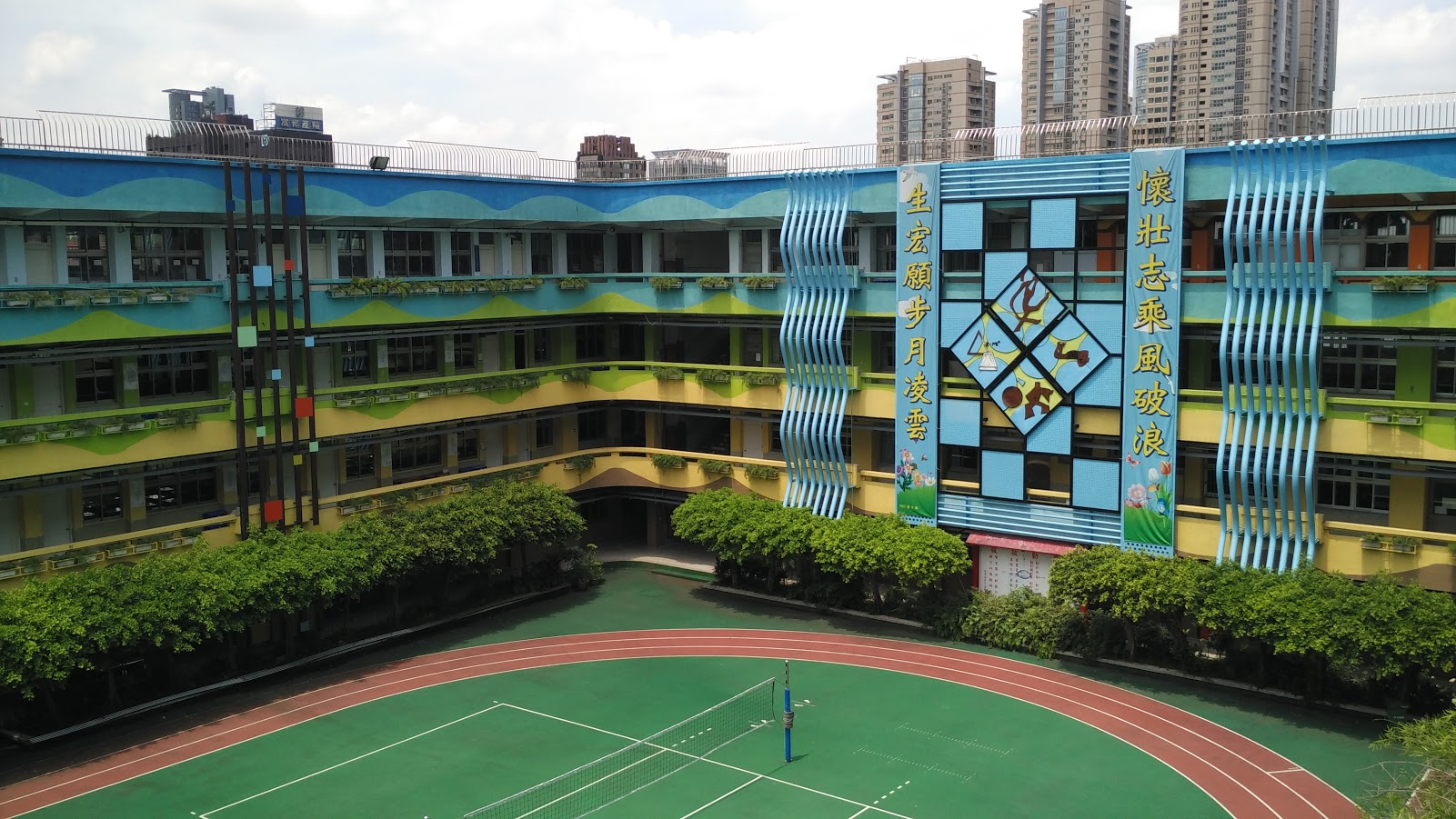
校本部操場
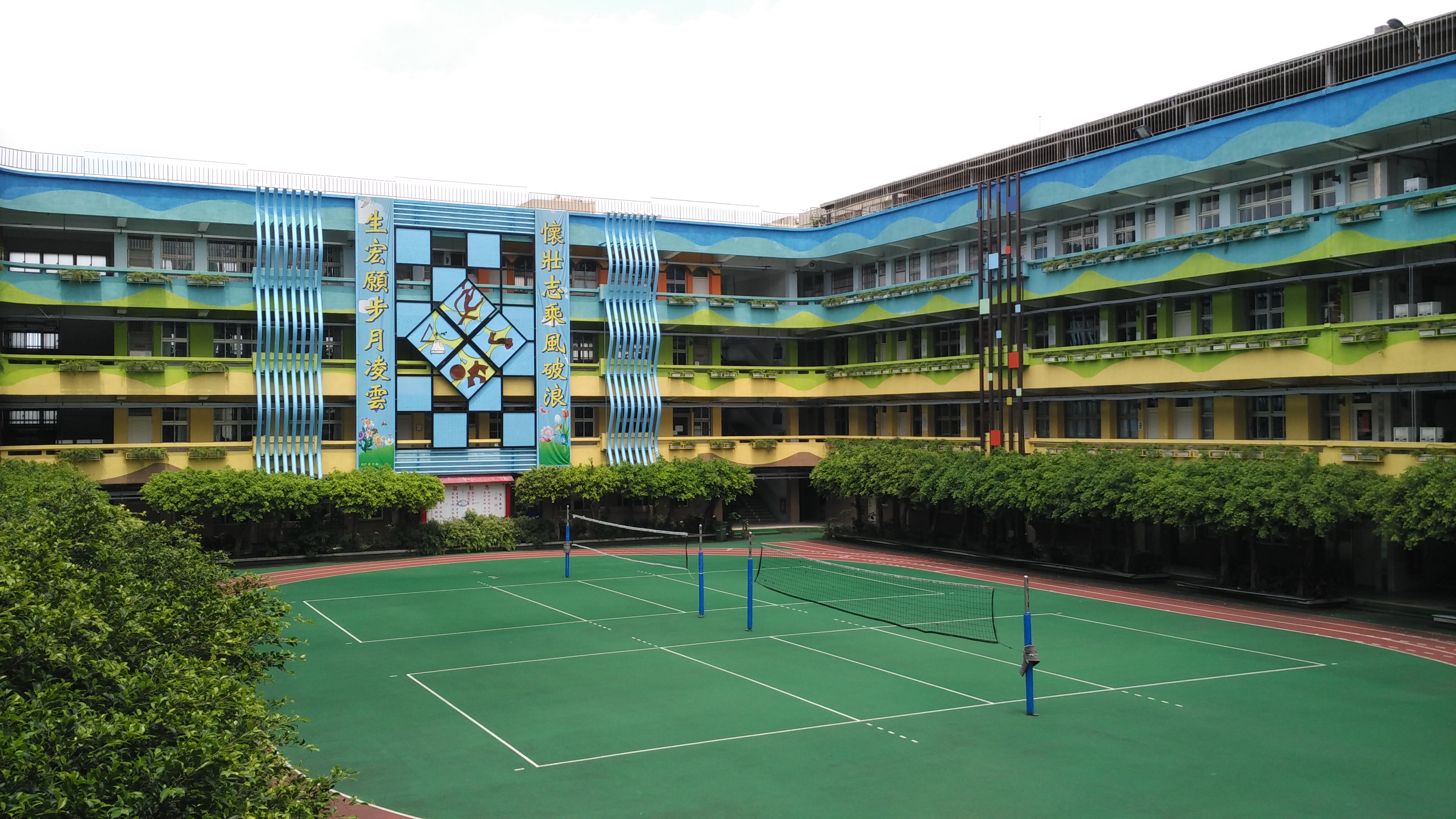
校本部操場
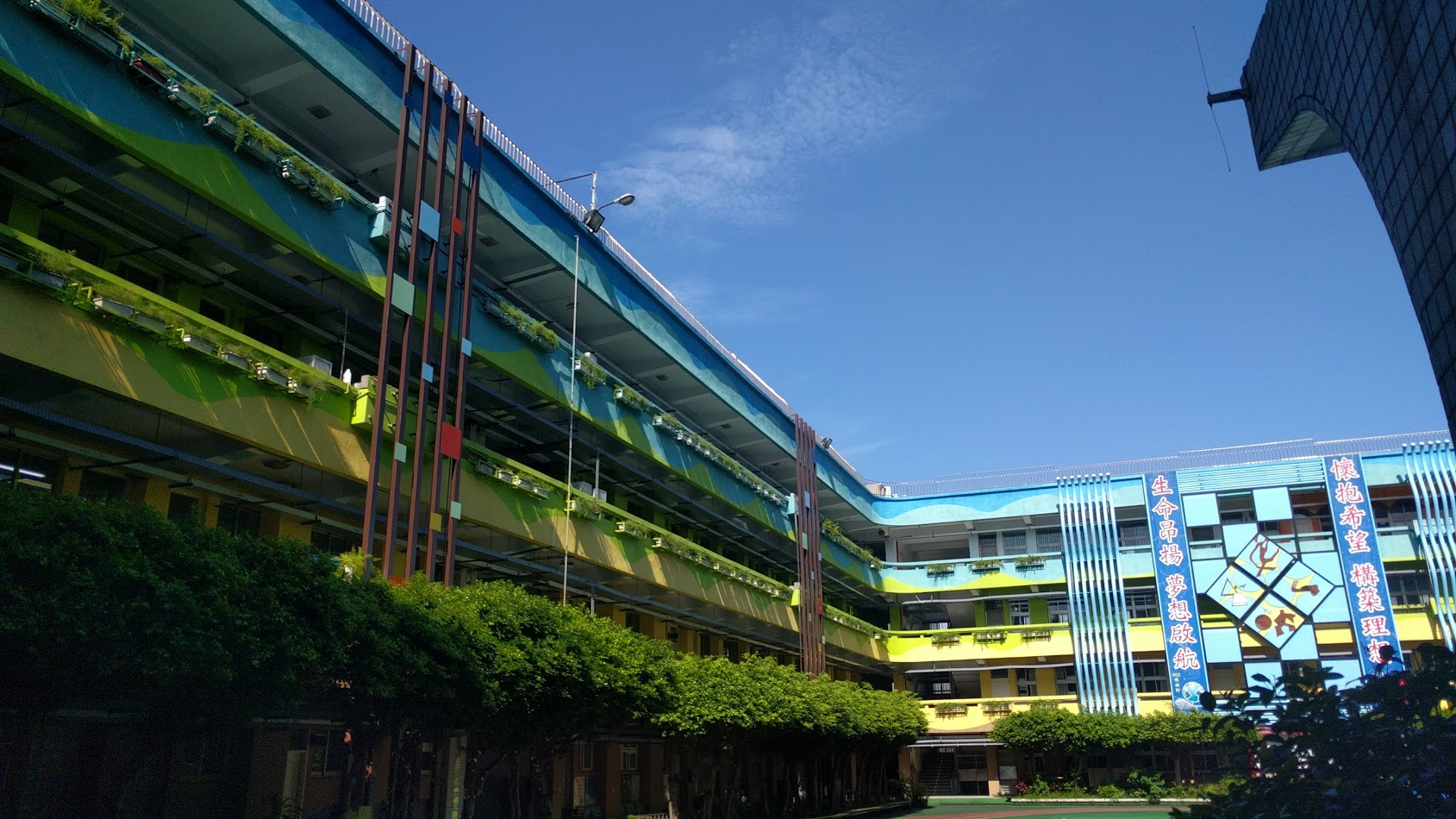
校本部大樓外觀
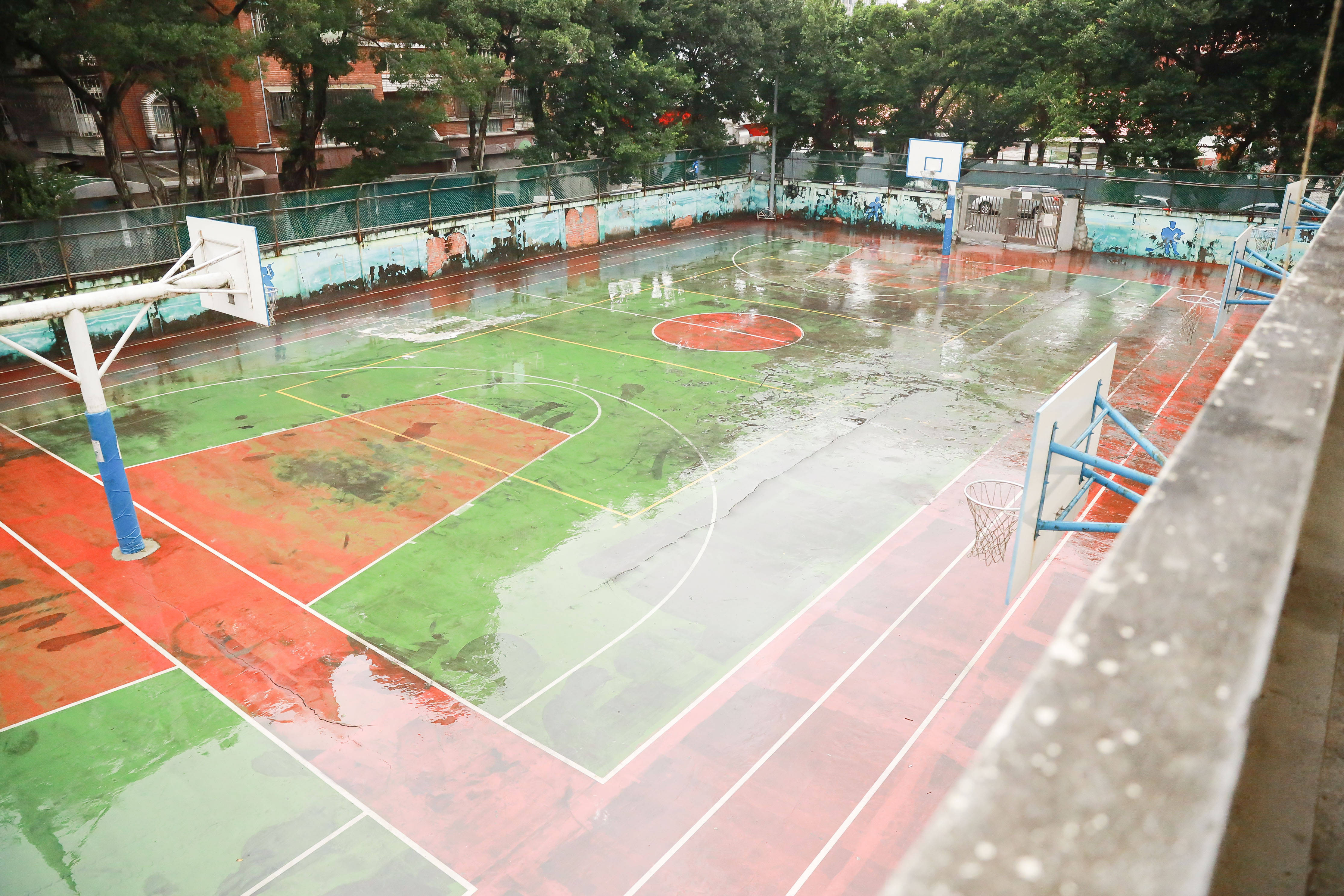
懷生樓室外籃球場
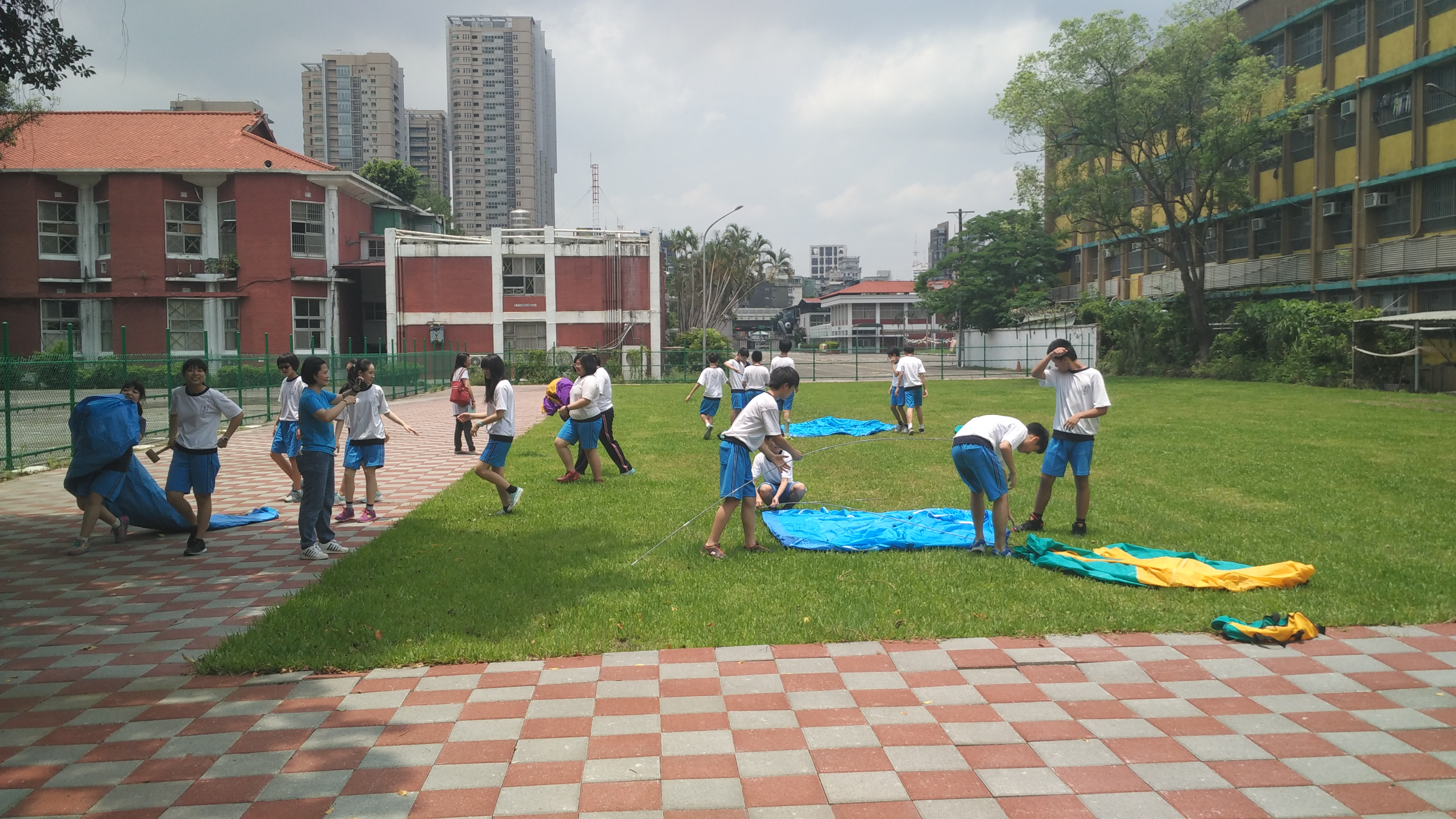
校本部多功能球場
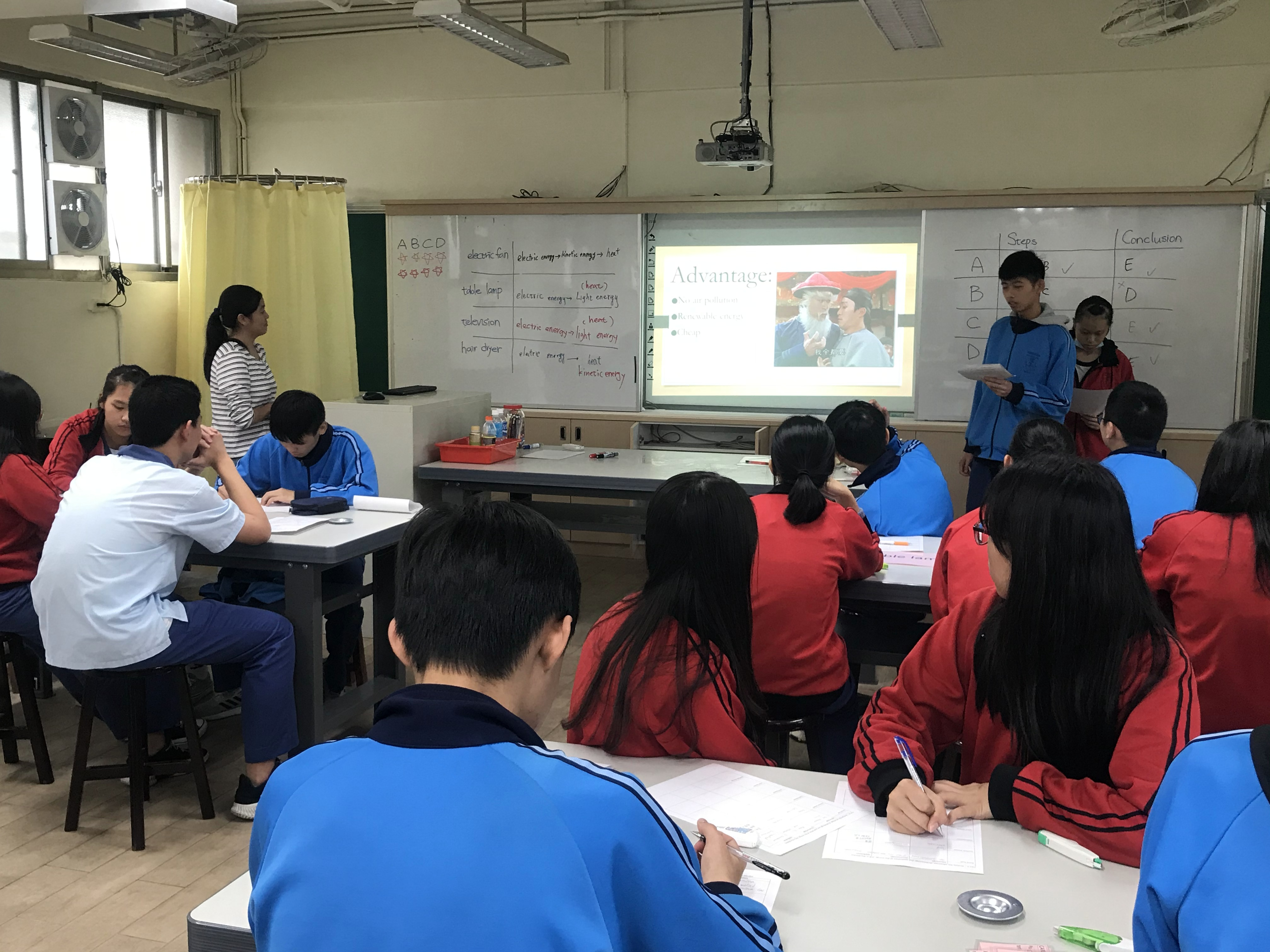
理化實驗室
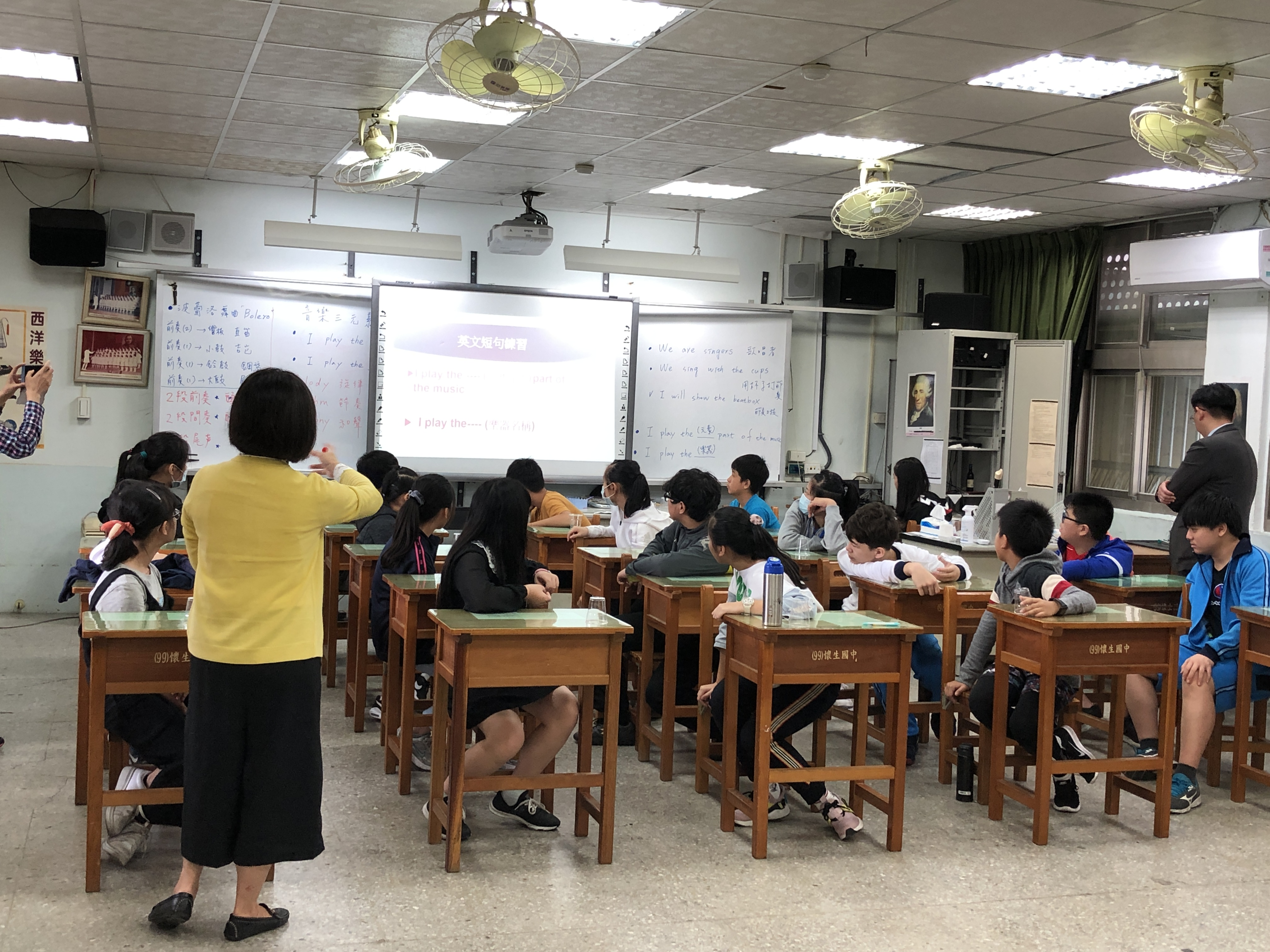
音樂專科教室
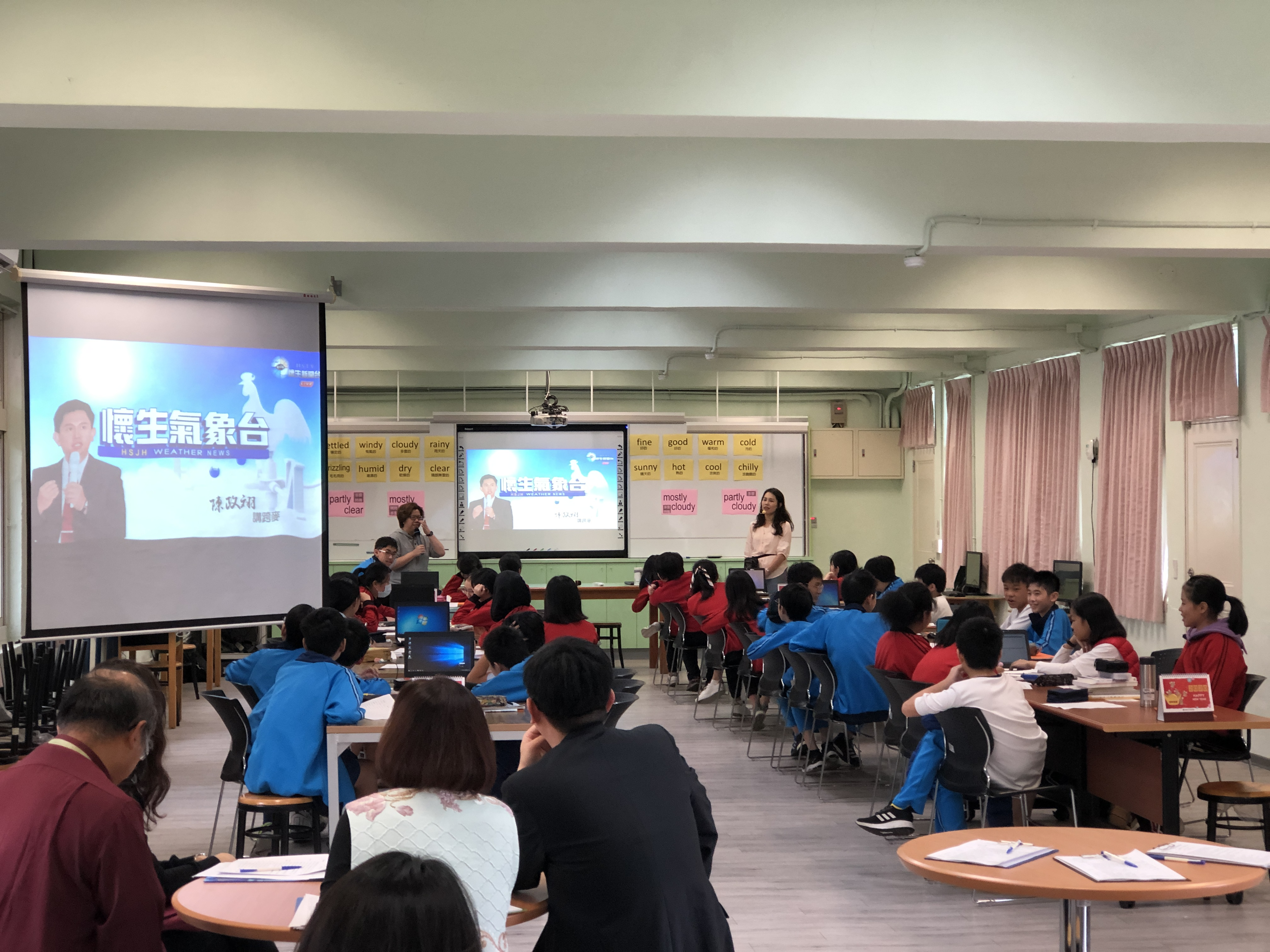
特色教室

## 學區
| 行政區 | 里     | 鄰         | 備 註                      |
| ------ | ------ | ---------- | -------------------------- |
| 中正區 | 梅花里 | 1、4-15鄰  |                            |
| 中正區 | 幸市里 | 全         |                            |
| 中正區 | 幸福里 | 9-19鄰     |                            |
| 中正區 | 文北里 | 11-27鄰    |                            |
| 中正區 | 文北里 | 1-16鄰     | 懷生、弘道、中正共同學區。 |
| 中正區 | 梅花里 | 2-3鄰      | 懷生、建成共同學區。       |
| 中山區 | 埤頭里 | 全         | 懷生、長安共同學區。       |
| 大安區 | 誠安里 | 全         |                            |
| 大安區 | 民輝里 | 全         |                            |
| 大安區 | 昌隆里 | 全         |                            |
| 大安區 | 義村里 | 全         |                            |
| 大安區 | 民炤里 | 1、18-24鄰 |                            |
| 大安區 | 正聲里 | 全         | 懷生、興雅、仁愛共同學區。 |
| 大安區 | 華聲里 | 全         | 懷生、興雅、仁愛共同學區   |
| 大安區 | 仁愛里 | 1-10鄰     | 懷生、仁愛共同學區         |
| 大安區 | 光武里 | 全         | 懷生、仁愛共同學區         |

## 鄰近周邊
- 台北捷運忠孝復興站
- 懷生國小
- 幸安國小
- 忠孝國小
- 太平洋崇光百貨

## 外部連結
- 臺北市立懷生國民中學 （页面存档备份，存于）
- 懷生國中週報 （页面存档备份，存于）